# Гипабиссальные горные породы
Гипабиссальные горные породы — магматические породы, образовавшиеся на небольших глубинах и занимающие по условиям залегания и структуре промежуточное положение между глубинными плутоническими (абиссальными, интрузивными) и излившимися вулканическими породами. Гипабиссальные породы, как правило, слагают малые интрузивные тела: дайки, силлы, штоки, диатремы и др.